# Kyazanga
Kyazanga – miasto w Ugandzie, w dystrykcie Lwengo.